# Gérard Savonne
Pas d'image ? Cliquez ici

a Compétitions nationales et continentales officielles uniquement.

b Matchs officiels uniquement.
Gérard Savonne, né le 13 octobre 1939 à Rochefort-du-Gard, est un joueur de rugby à XIII international français évoluant au poste d'Ailier ou de centre dans les années 1950 et 1960. Son frère est André Savonne.
Il joue en club tout d'abord avec le SO Avignon disputant une finale de Coupe de France en 1959 puis avec le RC Marseille avec une seconde finale de Coupe de France en 1965.
Fort de ses performances en club, il côtoie l'équipe de France et compte sept sélections obtenues en 1964 affrontant l'Australie, la Grande-Bretagne et la Nouvelle-Zélande.

## Biographie

### Palmarès
- Collectif :
  - Finaliste de la Coupe de France : 1959 (Avignon) et 1965 (Marseille).

### Détails en sélection
| 1. | 18 mars 1964    | Grande-Bretagne  | 0-39  | Test-match | Centre | - | - | - | - |
| 2. | 4 juillet 1964  | Australie        | 2-27  | Test-match | Centre | - | - | - | - |
| 3. | 18 juillet 1964 | Australie        | 9-35  | Test-match | Ailier | 3 | 1 | - | - |
| 4. | 25 juillet 1964 | Nouvelle-Zélande | 16-24 | Test-match | Ailier | - | - | - | - |
| 5. | 1er août 1964   | Nouvelle-Zélande | 8-18  | Test-match | Ailier | - | - | - | - |
| 6. | 15 août 1964    | Nouvelle-Zélande | 2-10  | Test-match | Ailier | - | - | - | - |
| 7. | 6 décembre 1964 | Grande-Bretagne  | 18-8  | Test-match | Centre | - | - | - | - |